# Stefan Livh
Bror Stefan Livh, född den 26 juni 1957 i Ånge, är en svensk radiopratare som har medverkat i ett flertal av Sveriges Radio P3:s program så som Morgonpasset, Klang & Co, Riskradion, Salva, Livh i P4, med flera. Han står även bakom succéer som Rally och Äntligen Tisdag.

## Karriär
Under senare delen av 1980-talet gjorde han tillsammans med Erik Blix humorprogrammet Riskradion i Sveriges Radio P3, främst riktat mot ungdomar där flera sketcher har blivit klassiker till exempel Medicinskåpet – Sydows Syndrom, Unga efter 23 – Lisa Lusis, Nalle Puh – den tyska versionen från 1938, med flera.
I början av 1980-talet var han trummis i Peter LeMarcs band Box81, och senare även bandet The chosen few. Detta band var involverad i Svensktopphiten Domus-Paleys, en parodi på Styles "Dover-Calais". För den låten användes bandnamnet "Di få undar bårdi" som i sig är en parodi på det gotländska bandet Di sma undar jårdi.
1991 gjorde han sketchprogrammet Brutal-TV, en humorserie i sex delar, 30 minuter långa avsnitt tillsammans med Erik Blix, Peter Wennö, Robert Gustavsson, Regina Lund och Peter Apelgren, som sändes på SVT. Han deltog fram till årsskiftet 2008/2009 med radioprogrammet Livh i P4 som sändes på lördagar mellan kl. 16 och 20 i Sveriges Radio P4.
Livh var 1990–2007 gift med TV-profilen Carin Hjulström.